# ФК Раков Ченстохова
ФК Раков Ченстохова (пољ. Raków Częstochowa) је пољски фудбалски клуб из Ченстохове, основан 1921. године.
Клуб игра у првом рангу такмичења пољског фудбала Екстракласи. Боје клуба су црвено-плаве. Освојио је први велики трофеј 2021. године, Куп Пољске, а годину дана касније су поновили овај подвиг.

## Успеси
- Екстракласа
  - Првак (1): 2022/23
  - Друго место (3) : 2020/21, 2021/22, 2024/25.
- Куп Пољске
  - Освајач (2) :  2020/21, 2021/22.
  - Финалиста (2) : 1966/67, 2022/23.
- Суперкуп Пољске
  - Освајач (2) :  2021, 2022.

## Раков Ченстохова у европским такмичењима
| Сезона  | Такмичење         | Коло    | Клуб           | Дом.           | Гост           | Укупно          |
| ------- | ----------------- | ------- | -------------- | -------------- | -------------- | --------------- |
| 2021/22 | Лига конференције | 2. коло | Судува         | 0:0 (п. с. н.) | 0:0            | 0:0 (4:3, пен.) |
| 2021/22 | Лига конференције | 3. коло | Рубин Казањ    | 0:0            | 1:0 (п. с. н.) | 1:0             |
| 2021/22 | Лига конференције | плеј−оф | Гент           | 1:0            | 0:3            | 1:3             |
| 2022/23 | Лига конференције | 2. коло | Астана         | 5:0            | 1:0            | 6:0             |
| 2022/23 | Лига конференције | 3. коло | Спартак Трнава | 1:0            | 2:0            | 3:0             |
| 2022/23 | Лига конференције | плеј−оф | Славија Праг   | 2:1            | 0:2 (п. с. н.) | 2:3             |